# IceWM
IceWM è un gestore delle finestre utilizzato nei sistemi operativi Unix-like per l'infrastruttura grafica dell'X Window System, scritto da Marko Maček nel 1997.

## Caratteristiche
È stato creato da zero in C++ ed è distribuito sotto i termini della GNU Lesser General Public License. È veloce e leggero in termini di consumo di memoria e di CPU, e si presenta con temi che gli consentono di imitare l'interfaccia utente di Windows 95, OS/2, Motif e altre GUI.
IceWM può essere configurato da un file di puro testo immagazzinato in una home directory, rendendo semplice personalizzare e copiare le impostazioni. IceWM ha anche un accessorio, incorporato nella barra delle applicazioni con il menu che mostra i compiti, l'uso della rete e della CPU, verifica le email e gestisce un orologio configurabile. Precedentemente era disponibile un pacchetto separato che conteneva il supporto ufficiale per i menu di GNOME e KDE.
Nelle recenti versioni di IceWM, questo supporto è stato incorporato. Esistono anche programmi esterni forniti di GUI per editare graficamente le configurazioni.